# مارتیروس خاچاطوریان
مارتیروس خاچاطوریان یکی از مربیان فوتبال در لیگ برتر ایران است.

## بیوگرافی
مارتیروس خاچاطوریان مربی تیم فوتبال ملوان بندر انزلی است و در کنار فرهاد پورغلامی هدایت این تیم را بر عهده دارد.